# Valacos

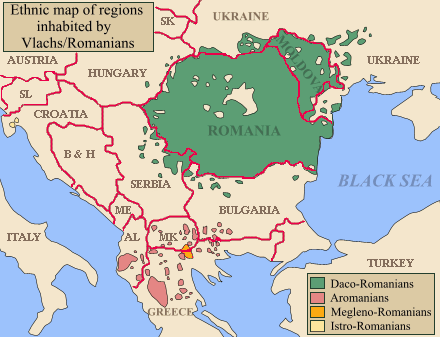
Mapa de los Balcanes, mostrando las concentraciones de población de valacos y rumanos.

El término valacos designa un conjunto de poblaciones romanizadas establecidas en el sudeste de Europa, vinculadas con el término Valaquia. Entre las poblaciones denominadas «valacas» podemos citar:
- Al sur del Danubio:
  - Arrumanos (establecidos en el noroeste de Grecia, Albania meridional y Macedonia del Norte);
  - Meglenorrumanos (asentados en una pequeña franja fronteriza entre Grecia y Macedonia del Norte, hablan un dialecto diferente al rumano y arrumano);
  - Istrorrumanos (en la península de Istria, al noroeste de los Balcanes, también con dialecto propio).
  - Los valacos de Herzegovina (caravlacos/caravlahi);
- Al norte del Danubio:
  - Rumanos (el más importante numéricamente de los pueblos valacos y el único que tiene un Estado nacional).

## Lengua
Los valacos hablaban una lengua neolatina, del protorrumano, derivada del latín vulgar hablado por los colonizadores y soldados romanos entre los siglos I y V d. C. Esta lengua a su vez daría origen a las diferentes lenguas del grupo valaco o balcorrumano, como el rumano, el arrumano o el meglenorrumano.

## Etimología
El nombre valaco deriva del protogermánico walhaz que significa ‘extranjero’. Así denominaban los invasores germánicos a los pueblos romanizados o hablantes de lenguas celtas. El mismo origen tienen los nombres galés y valón.

## Monumentos funerarios de los valacos
Estos monumentos funerarios (Stećak) fueron levantados por los valacos en Bosnia y Montenegro.

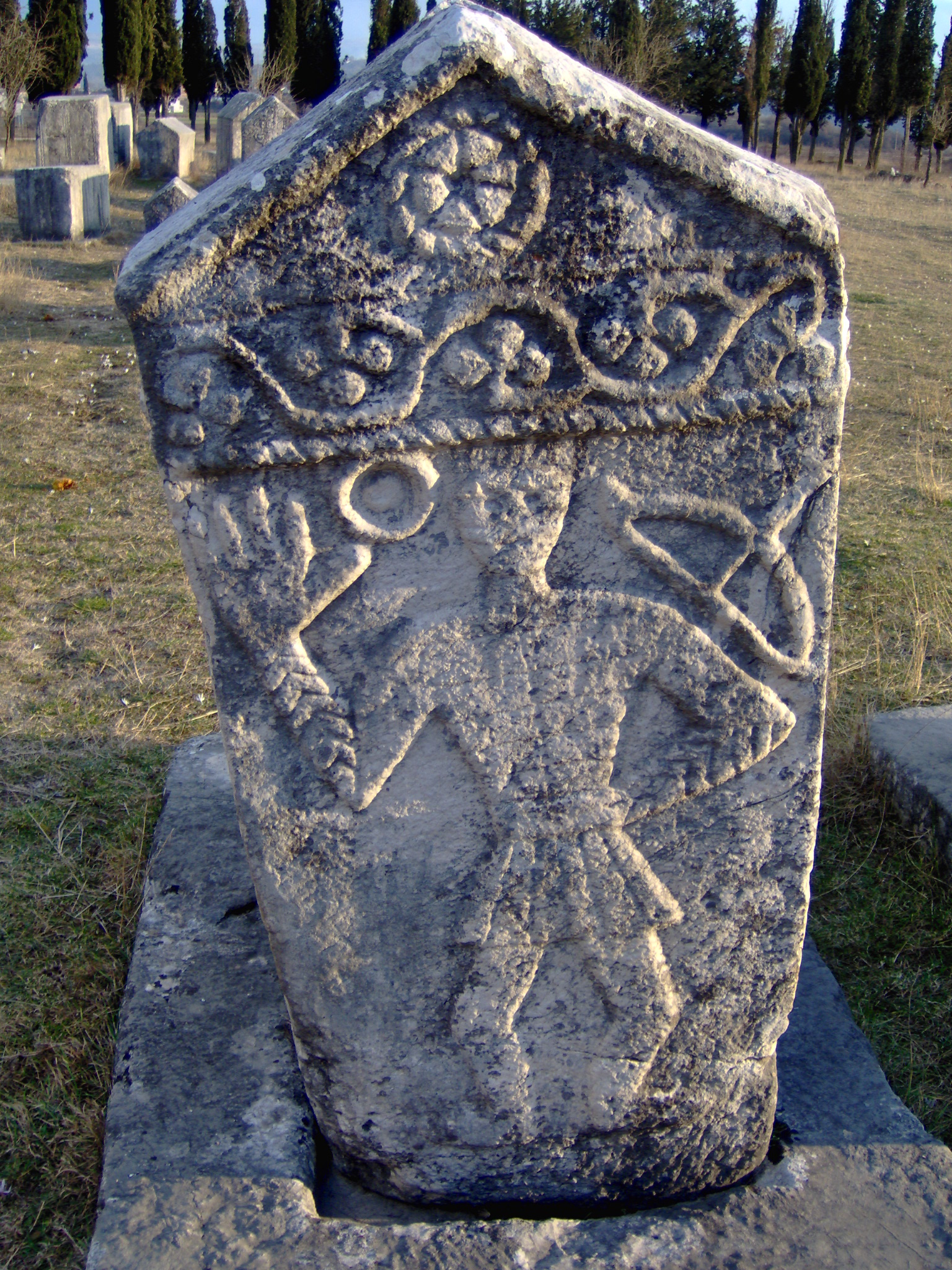
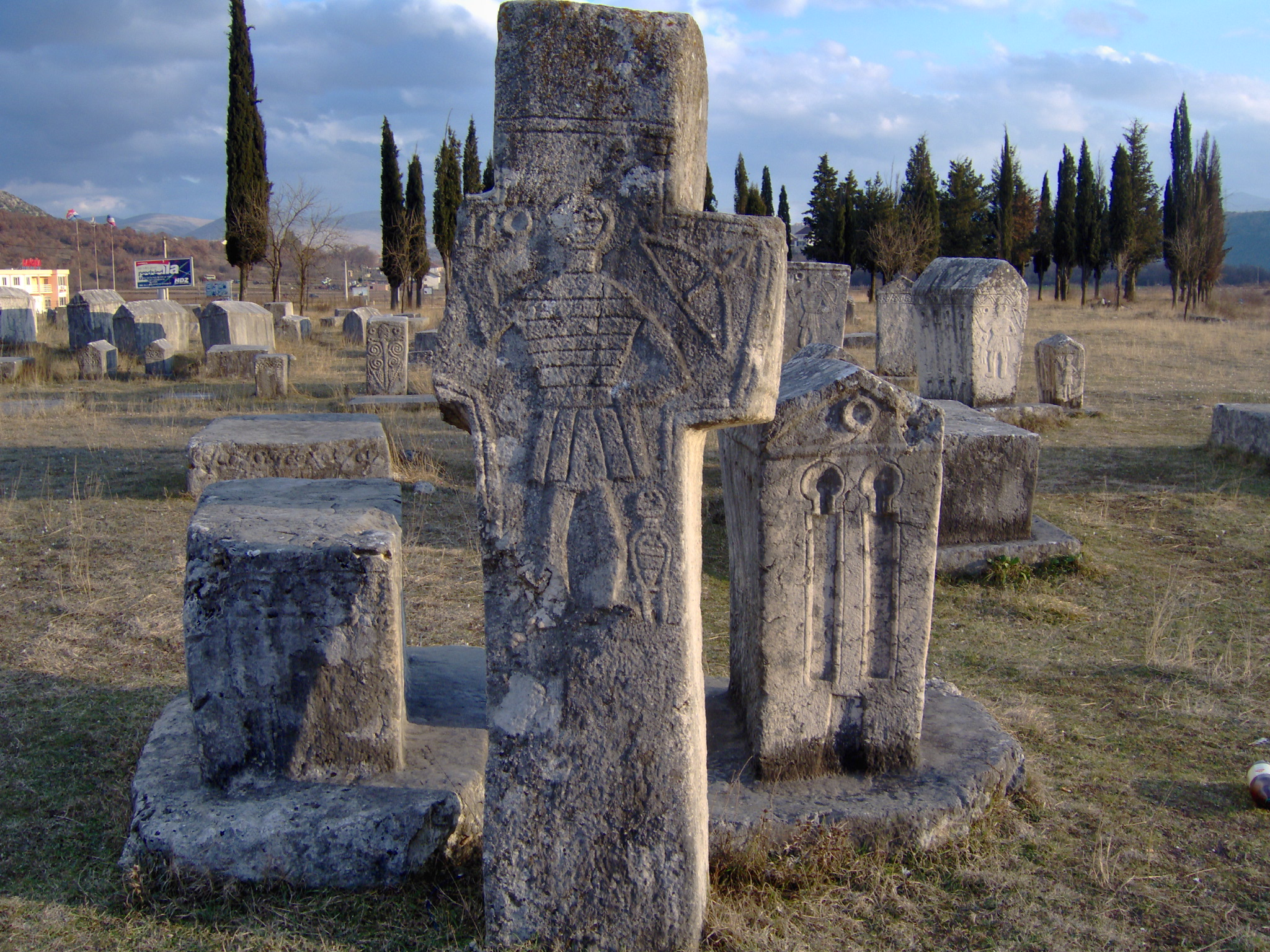
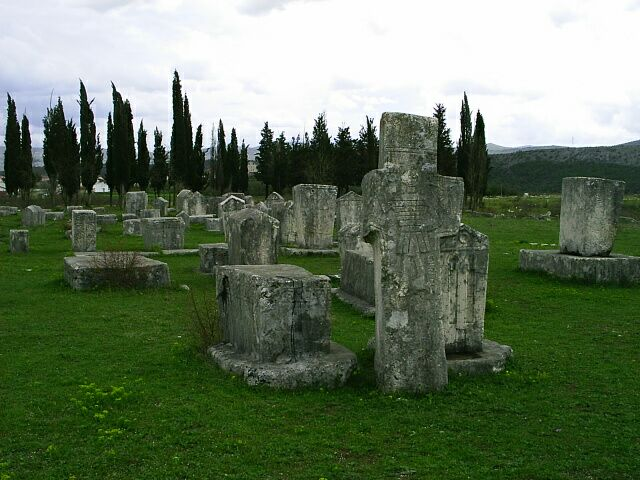
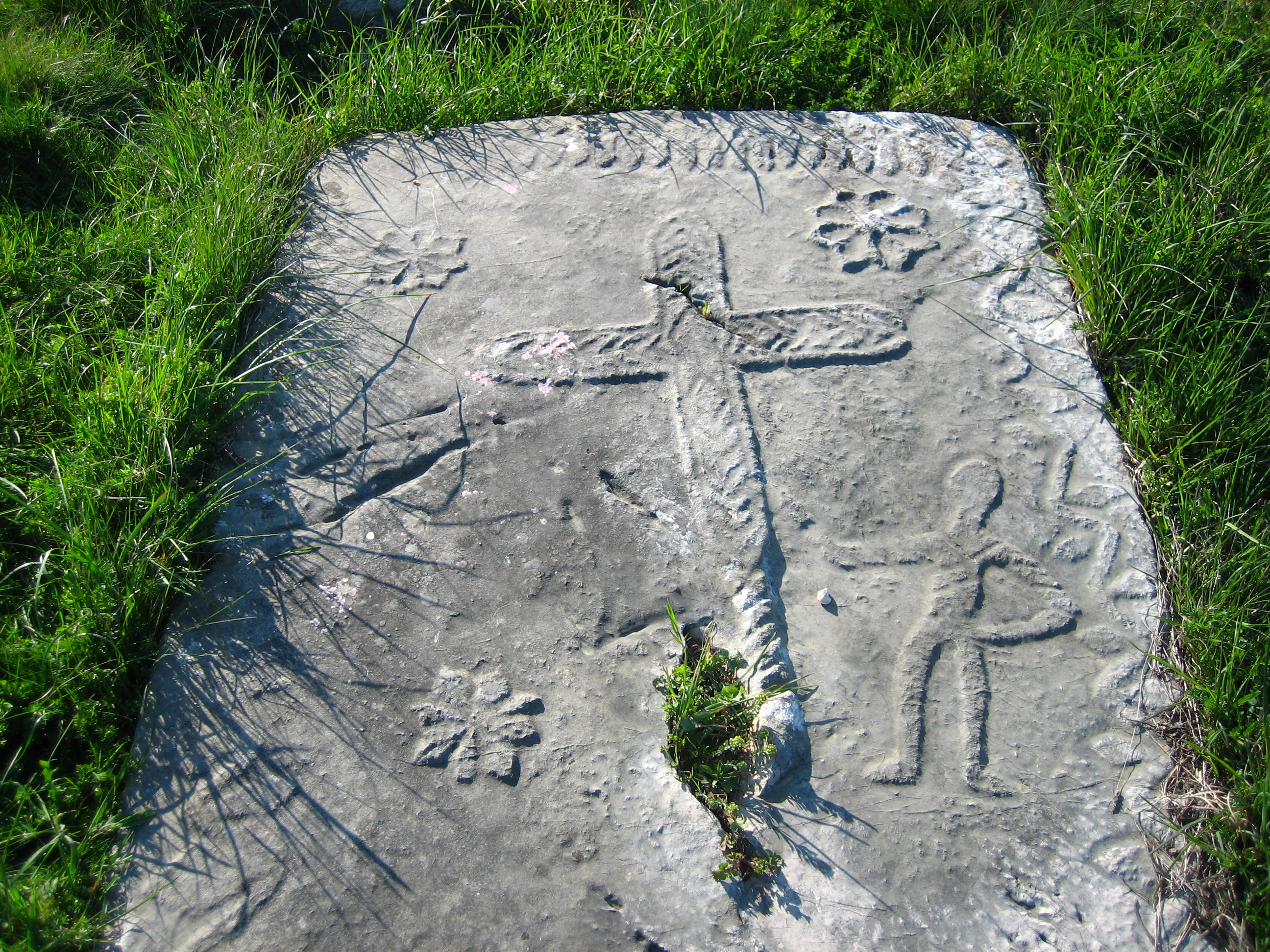
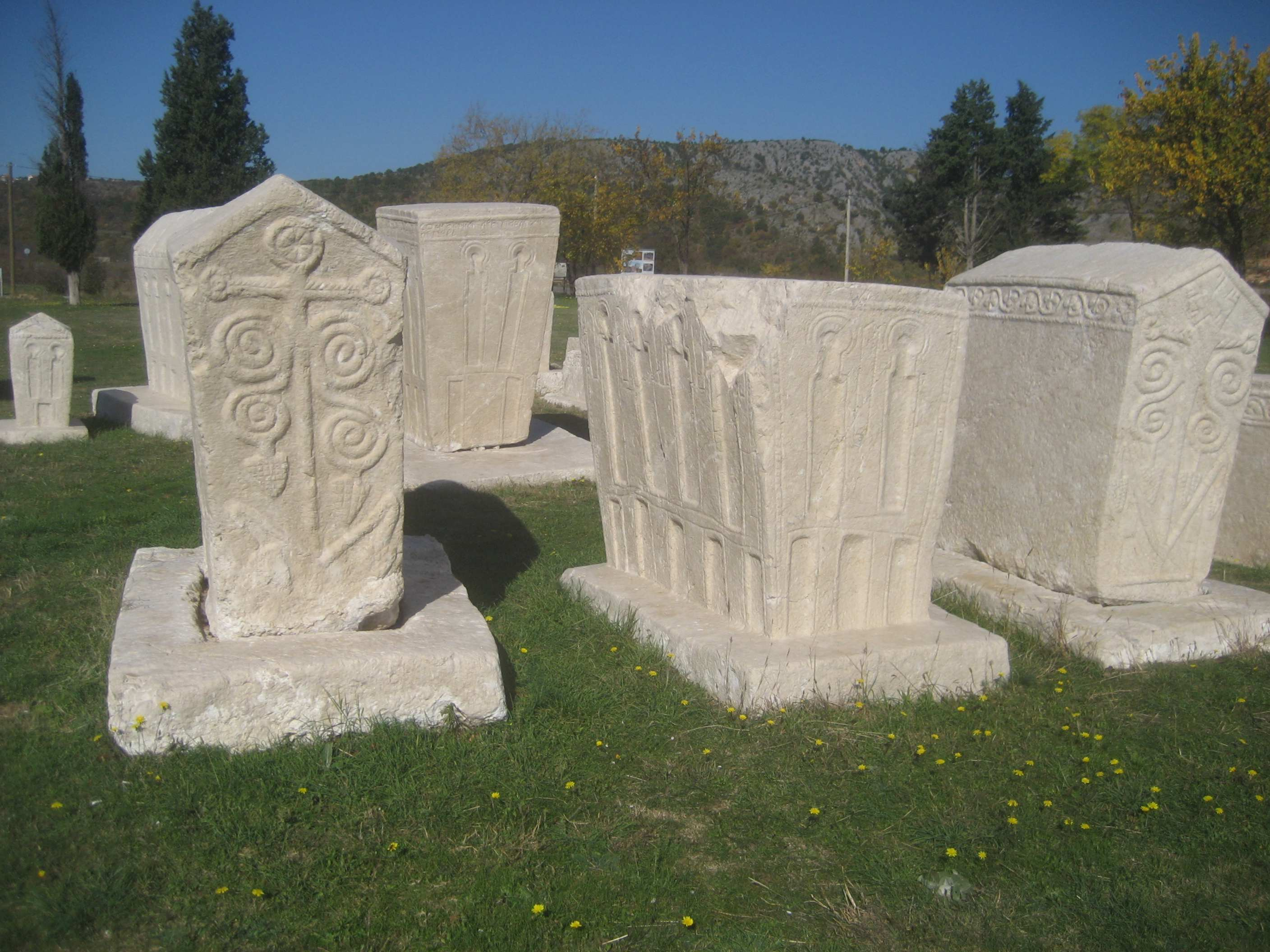
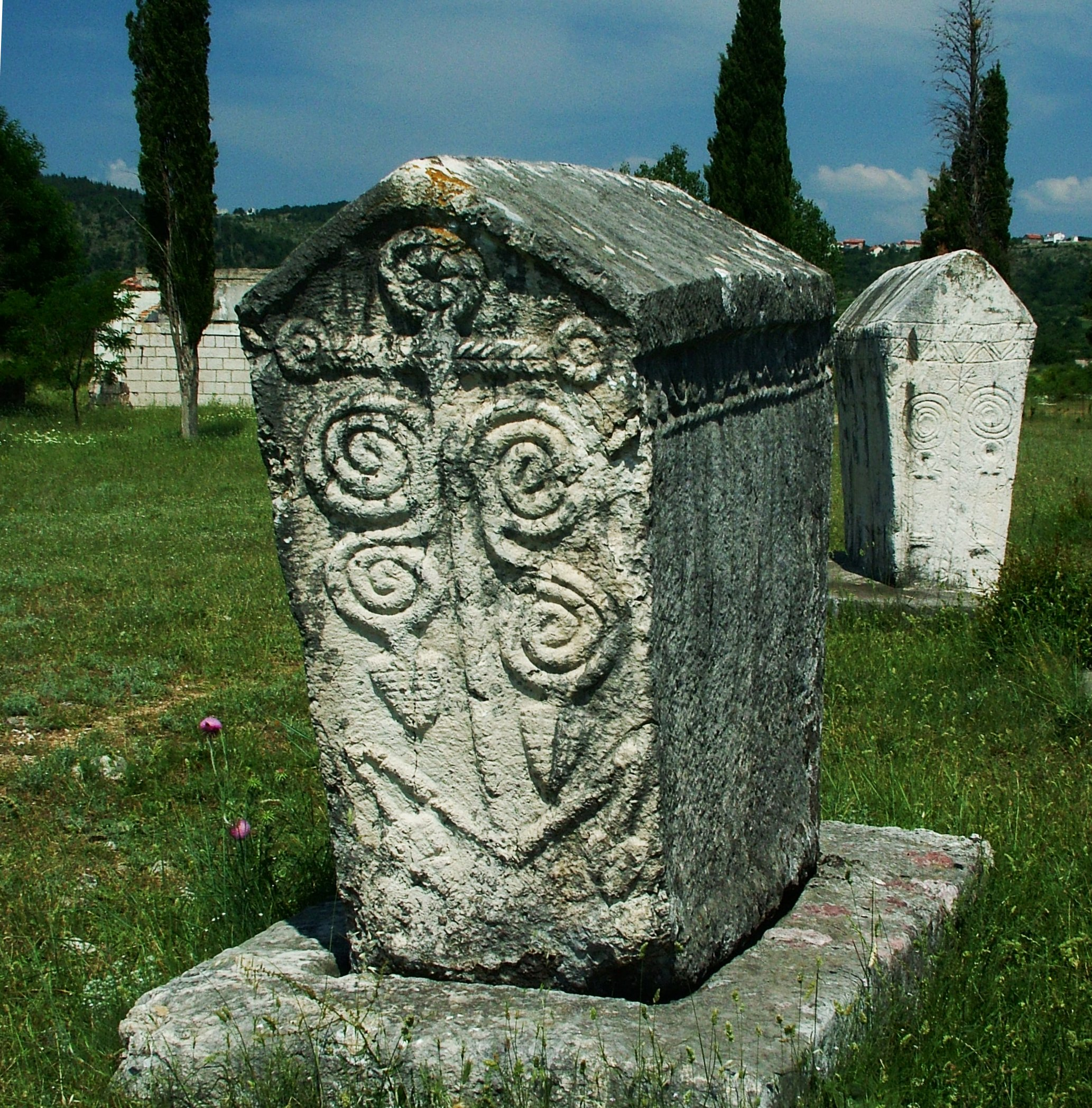